# Hermann Ranft
Hermann Ranft (* 8. August 1906 in Buchholz; † 29. März 1976 in Annaberg-Buchholz) war ein deutscher Tischler und Modellbauer.
Er erlernte nach dem Schulbesuch in Buchholz das Tischlerhandwerk. Anschließend erhielt er eine Stelle im Möbelwerk Georg Adler in Walthersdorf. Das Werk musste jedoch aufgrund der Weltwirtschaftskrise schließen. Arbeitslos geworden widmete er sich dem Modellbau und schuf in dieser Zeit u. a. in 5.000 Arbeitsstunden ein Modell des Frohnauer Hammers. Nachdem der Besitzer des Waschmaschinenwerks in Schwarzenberg, Friedrich Emil Krauß, auf ihn aufmerksam wurde, erhielt er in der NS-Zeit in dessen Werk eine Anstellung als Modellbauer mit eigener Werkstatt. Dort bereitete er vor allem die Feierohmd-Ausstellung 1937 mit verschiedenen Modellen mit vor. Nach dem Ende des Zweiten Weltkrieges schuf er zum Beispiel Modelle für das Museum für Deutsche Geschichte in Berlin. Viele seiner Werke sind noch erhalten und werden in mehreren Museen nicht nur im Erzgebirge ausgestellt.